# Scarlxrd
Marius Lucas Antonio Listhrop (* 19. června 1994, Wolverhampton, Anglie), spíše známý jako Scarlxrd (vyslovováno "Scarlord"), je anglický rapper, zpěvák a skladatel. Je známý za svoje míchání žánrů trapu a heavy metalu. Vyrostl k popularitě když v roce 2017 vydal svoji píseň Heart Attack, která má na YouTube přes 100 milionu zhlédnutí a přes 110 milionů přehrání na Spotify.